# Lale Andersen

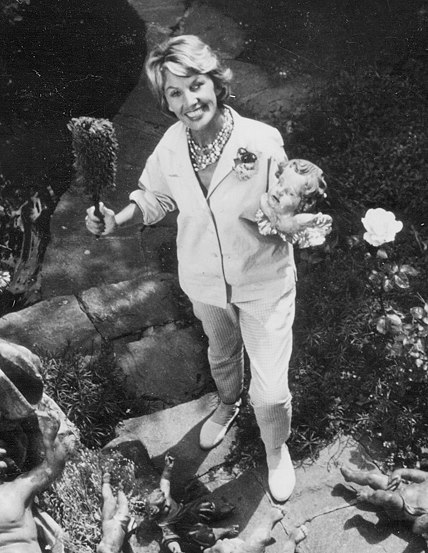
Lale Andersen in ihrem Garten in Zollikon, ca. 1961

Lale Andersen, eigentlich Liese-Lotte Helene Berta Bunnenberg, verehelichte Beul (* 23. März 1905 in Lehe (heute Bremerhaven); † 29. August 1972 in Wien) war eine deutsche Sängerin und Schauspielerin. Weltberühmt wurde sie durch das Lied Lili Marleen. Unter dem Pseudonym Nicola Wilke schrieb sie auch selbst Liedtexte, u. a. für ihren Nachkriegsschlager Blaue Nacht am Hafen.

## Leben

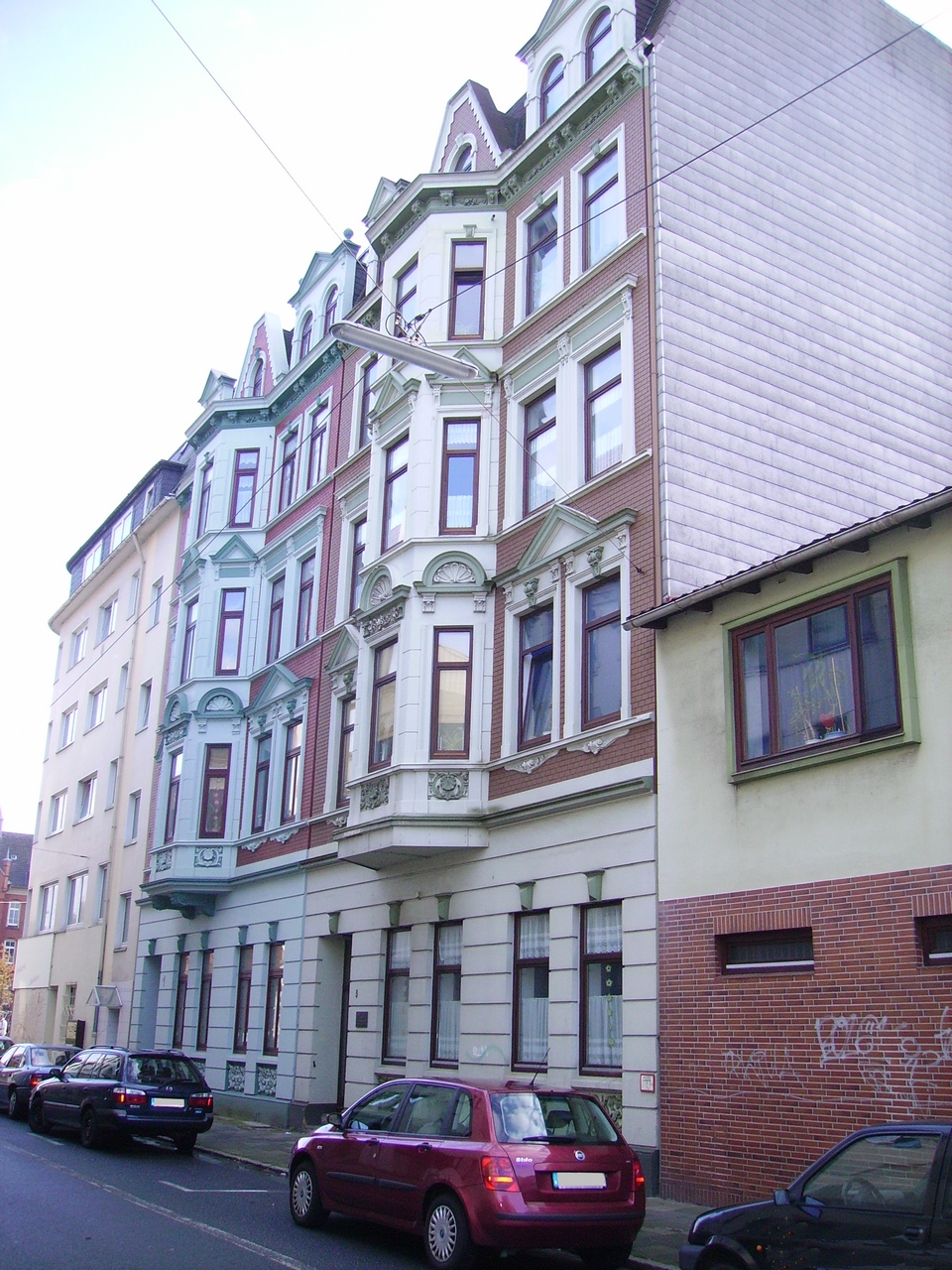
Lale Andersens Geburtshaus in Bremerhaven

Als Tochter eines Schiffsstewards kam Lale Andersen in Lehe, das damals noch nicht zu Bremerhaven gehörte, zur Welt und wuchs dort auch auf. Bereits mit 17 Jahren heiratete sie den Maler Paul Ernst Wilke († 1971). Zwischen 1924 und 1929 bekam das Paar drei Kinder: Björn, Carmen-Litta und Michael Wilke. Die junge Mutter nahm Schauspiel- und Gesangsunterricht und verließ schließlich ihre Familie, um nach Berlin zu gehen. 1931 wurde die Ehe geschieden. Die Kinder wuchsen bei Verwandten und in Heimen auf. Im selben Jahr trat sie (noch unter dem Namen Liese-Lotte Wilke) erstmals am Deutschen Künstlertheater Berlin auf. Es folgten weitere Engagements an verschiedenen Berliner Theatern. 1933 erhielt sie ein Engagement am Schauspielhaus Zürich, wo sie den Schweizer Komponisten (und späteren Intendanten) Rolf Liebermann kennen und lieben lernte. Es folgten Engagements unter anderem an den Münchner Kammerspielen. Daneben stand sie mit Volksliedern, Chansons und Schlagern auf Kleinkunst- und Kabarettbühnen (Ping-Pong, Simpl, Kabarett der Komiker, Groschenkeller), dort bereits unter ihrem Künstlernamen Lale Andersen.
Sie lernte 1937 in Heidelberg den Pianisten und Kapellmeister Carl Friedrich Pasche kennen, der von 1937 bis 1943 ihr Klavierbegleiter auf allen Tourneen und bei allen Schallplattenaufnahmen war oder diese leitete. 1943 zur Wehrmacht eingezogen, musste Pasche sich von Andersen trennen. Nach dem Krieg fand sie andere Klavierbegleiter.

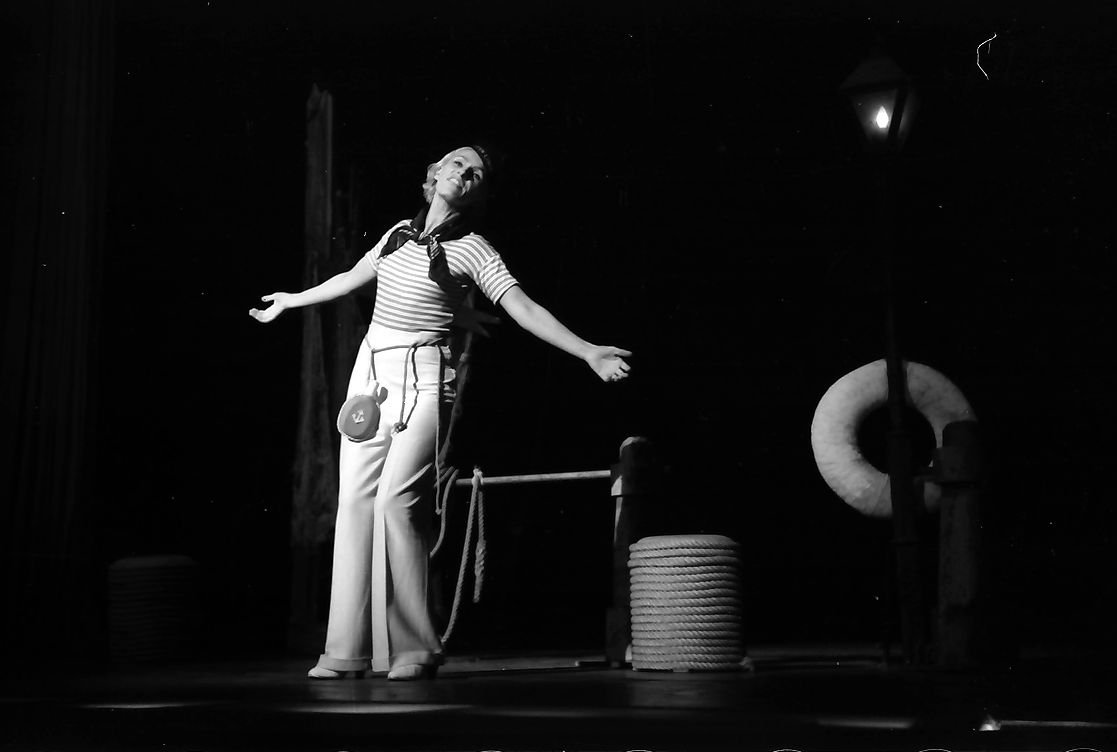
Lale Andersen im Kabarett der Komiker, 1938

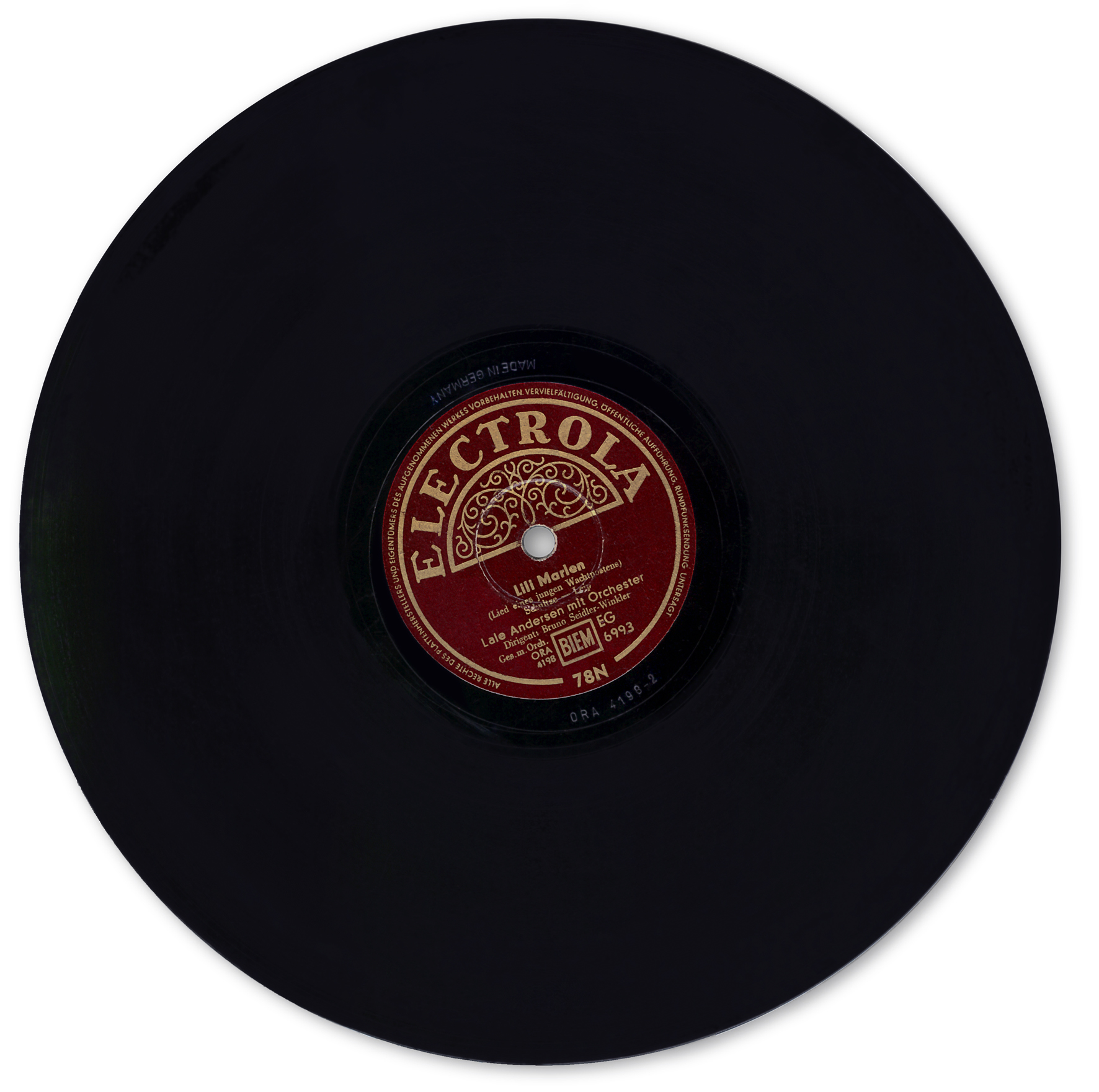
Lale Andersens größter internationaler Erfolg: Lili Marleen 1939

Im Jahr 1939 nahm sie das von Hans Leip bereits 1915 getextete und von Norbert Schultze vertonte Lied Lili Marleen unter dem Titel Lied eines jungen Wachtpostens (Electrola EG 6993) auf. Im Zweiten Weltkrieg wurde es über den Soldatensender Belgrad europaweit von den Frontsendern jeweils bei Sendeschluss um 22 Uhr gespielt und sowohl auf deutscher als auch auf englisch-amerikanischer Seite gern gehört. Später wurde es vom NS-Regime wegen des „morbiden und depressiven“ Textes sowie seiner „wehrkraftzersetzenden Wirkung“ vorübergehend verboten. Die hohe Popularität brachte jedoch allein der deutschen Originalfassung einen Umsatz von rund zwei Millionen Schallplatten; sie wurde zum ersten Millionenseller der deutschen Schallplattengeschichte.
1942 trat Andersen in dem UFA-Kinofilm GPU unter der Regie von Karl Ritter als Sängerin des schwedischen Liedes Svarte Rudolf auf. Im selben Jahr sang sie für die Truppenbetreuung unter Begleitung von Heinz Wehner und seiner Kapelle in Oslo. Ende September 1942 fiel Andersen beim Nazi-Regime in Ungnade: Sie hatte die Teilnahme an einer Besichtigung des Warschauer Ghettos abgelehnt, und ihre Privatbriefe an Emigranten in der Schweiz waren bekannt geworden. Am 16. September wurde sie aus der Reichskulturkammer ausgeschlossen, ihre Schallplattenaufnahmen durften nicht mehr im Rundfunk gesendet und sollten bis auf die „Urplatte“ von Lili Marleen aus dem Archiv entfernt werden.
Aufgrund der erzwungenen Inaktivität Andersens entstand die Falschmeldung der BBC, sie sei in ein Konzentrationslager eingewiesen worden. Hierdurch sahen sich die Nationalsozialisten zu einem Dementi genötigt und ließen Andersen wieder öffentlich auftreten. Ihr blieb jedoch untersagt, Lili Marleen zu singen. Im Mai 1943 wurde ihr Auftrittsverbot gelockert, doch blieb es ihr verboten, vor Soldaten zu singen oder sich in irgendeiner Weise mit ihrem Erfolgslied in Verbindung zu bringen. Stattdessen hatte sie sich laut Anordnung der Reichskulturkammer für das Propagandaministerium bereitzuhalten, um für die sogenannte rundfunkpolitische Abteilung englische Schallplatten („Propagandajazz“) einzusingen. Sie zog sich auf eine Einladung hin auf die Insel Langeoog zurück und blieb dort bis zur Übernahme der Insel durch die kanadische Armee.
Als Interpretin von Chansons und Seemannsliedern ging sie nach dem Krieg auf erfolgreiche internationale Tourneen. Charakteristika blieben stets ihr herbes Timbre und die ungekünstelte Art ihres Vortrags.

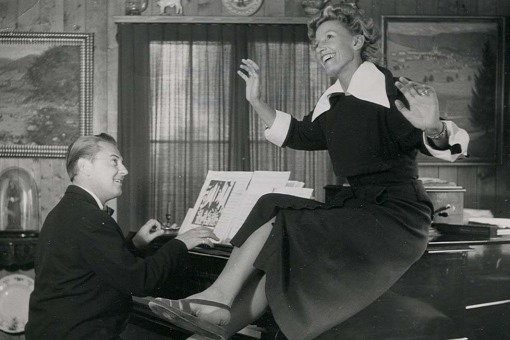
Lale Andersen mit ihrem Ehemann Artur Beul (1953)

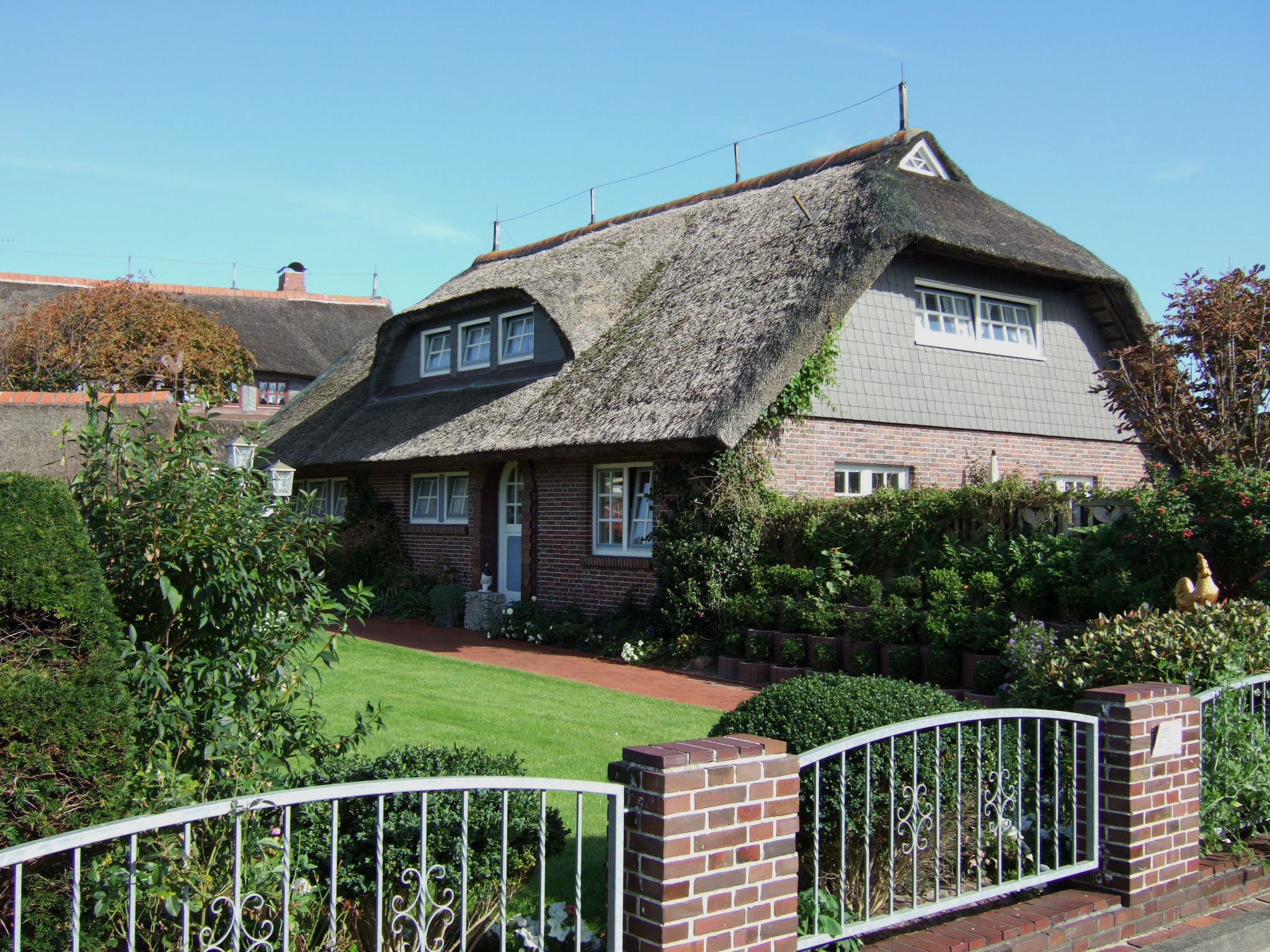
Lale Andersens Haus auf der Nordseeinsel Langeoog

1949 heiratete sie den Schweizer Liederkomponisten Artur Beul und blieb bis zu ihrem Tod mit ihm verbunden. Beul schrieb für sie rund zwanzig Lieder, darunter He, hast du Feuer, Seemann?, Lieselott aus Bremerhaven, Die Fischer von Langeoog, Mit zwei Augen wie den deinen und das gospelartige Lied Moses, Moses.
Im Jahr 1956 sang sie in dem Film … Wie einst, Lili Marleen (Regie Paul Verhoeven) die Lieder Lili Marleen und Südseenacht. Ebenso die Lili bei einem internationalen Veteranentreffen vor 16.000 Teilnehmern des Afrikakriegs. 1958 nahm sie erfolglos an der deutschen Vorentscheidung zum Grand Prix Eurovision de la Chanson (Eurovision Song Contest) teil. 1961 trat sie mit dem Lied Einmal sehen wir uns wieder erneut in der deutschen  Vorentscheidung zum Grand Prix an, gewann und vertrat Deutschland im Wettbewerb in Cannes. Sie erreichte Platz 13 unter 16 Teilnehmern. 1968 schaffte es Andersen einmalig, in eine Schlagerparade zu kommen: mit Ketten aus Bernstein für mehrere Wochen beim Schlagerderby des Deutschlandfunks, moderiert von Carl-Ludwig Wolff. Diese Single erschien auf dem Columbia-Label (C 23 753).
Neben den genannten Filmen trat Andersen mit ihren Liedern und Schlagern bis 1970 in zahlreichen Fernsehsendungen und -shows auf, darunter neunmal in der beliebten Haifischbar. Der Regisseur Truck Branss drehte mit ihr 1964 ein Porträt in Musik. 1968 spielte sie im Fernsehkrimi Einer fehlt beim Kurkonzert unter der Regie von Jürgen Roland die mutmaßliche Täterin. 1969 wirkte sie in Peter Zadeks Der Pott mit und sang das eigenwillige Antikriegslied Tragt sie sanft (Die Kugel). 1970 drehte wiederum Branss ein musikalisches Porträt ihrer Wahlheimat Langeoog mit ihr, in dem sie plattdeutsche Lieder sang.

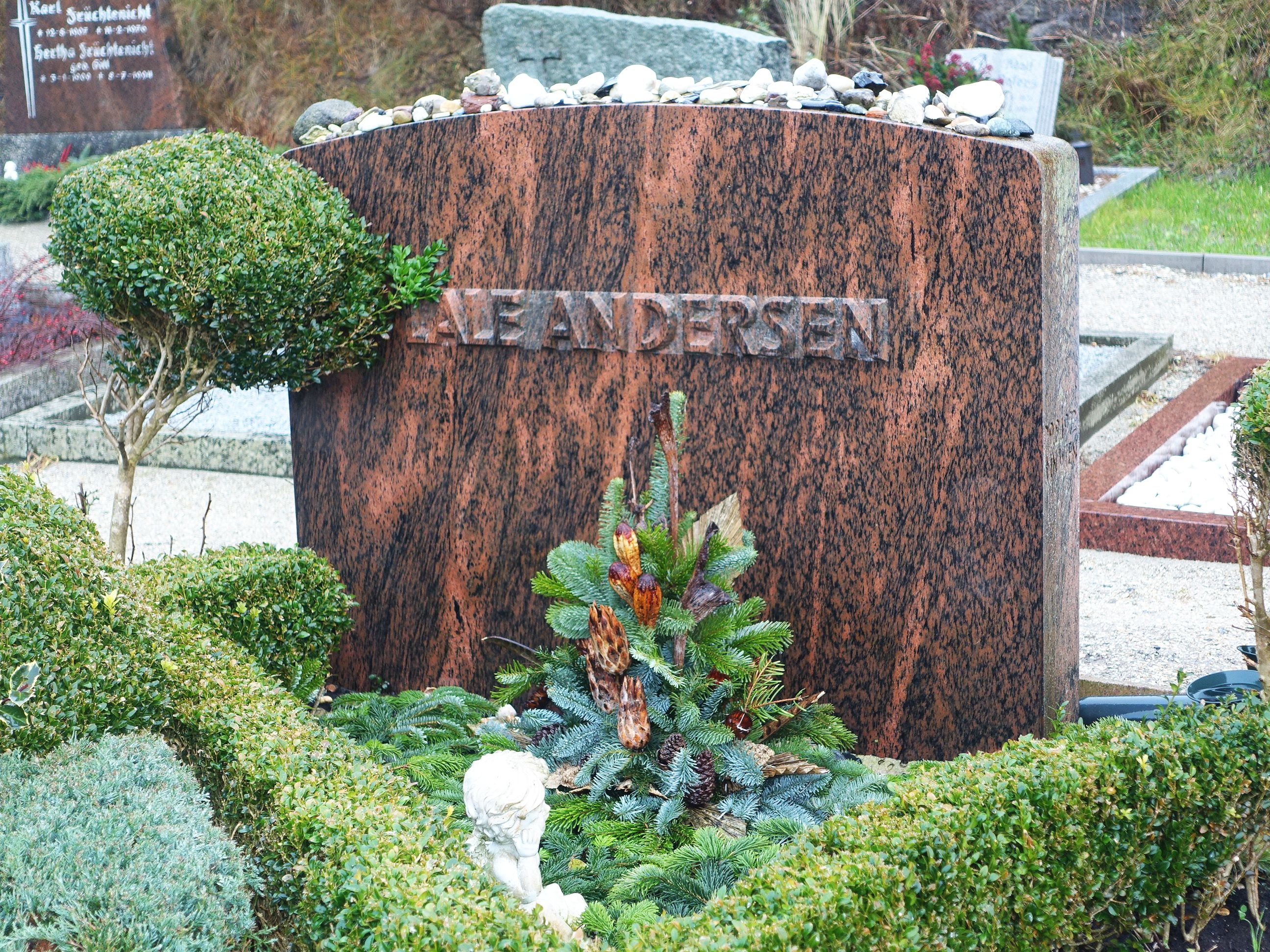
Lale Andersens Grab (2019)

Im Jahr 1972 veröffentlichte Lale Andersen ihre Autobiografie, Der Himmel hat viele Farben, die in der Spiegel-Bestsellerliste geführt wurde und 1981, frei bearbeitet, als Vorlage für Rainer Werner Fassbinders Spielfilm Lili Marleen diente. Im Alter von 67 Jahren starb Andersen in Wien an einem Leberkrebsleiden. Sie wurde in Wien eingeäschert, die Urne auf dem Dünenfriedhof Langeoog beigesetzt.

## Rezeption und Nachlass

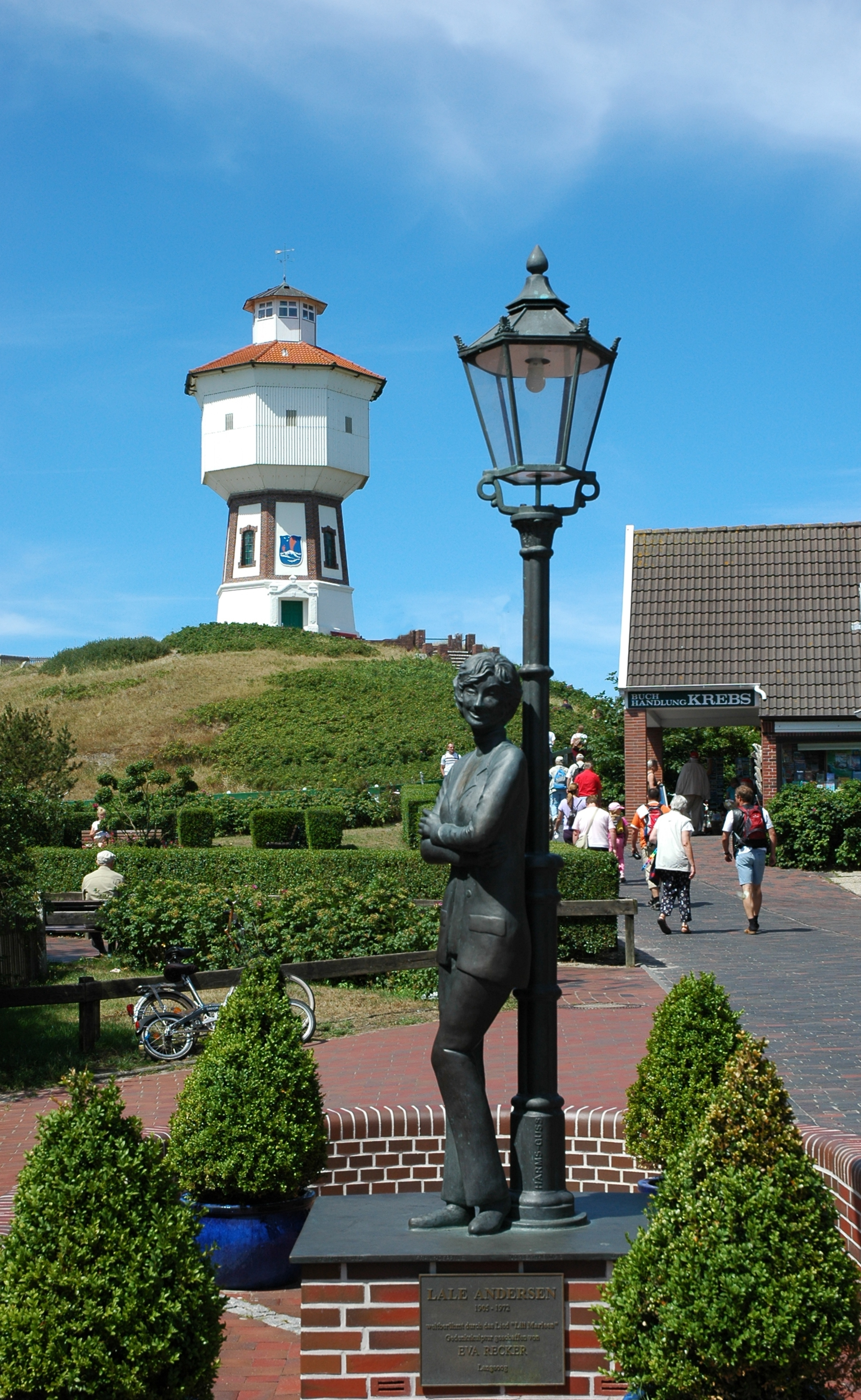
Denkmal für Lale Andersen und Lili Marleen auf Langeoog

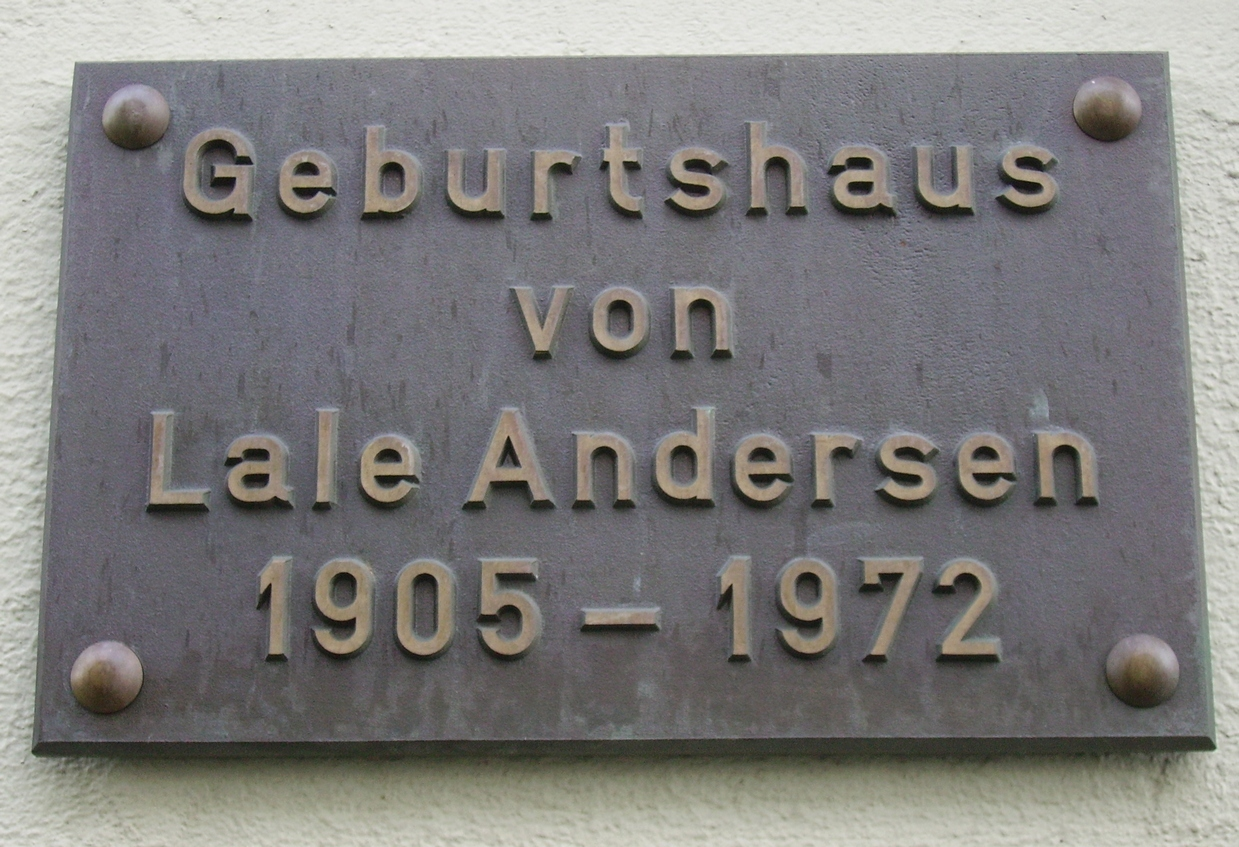
Gedenktafel an Lale Andersens Geburtshaus in Bremerhaven, Lutherstraße 3

1980 drehte Rainer Werner Fassbinder den Film Lili Marleen mit Hanna Schygulla in der Hauptrolle: einen Film, der laut Abspann unter anderem auf der genannten Autobiografie beruht. Nach den Worten von Andersens letztem Ehemann Artur Beul hat die Filmhandlung mit ihrem wirklichen Leben jedoch nicht viel gemeinsam und lässt auch von den zeitweiligen Problemen der Künstlerin unter dem Nationalsozialismus nichts ahnen.
Auf Langeoog steht Andersens Wohnhaus, der Sonnenhof. Ihr ältester Sohn, Björn Wilke, betrieb im Sonnenhof einen Pensionsbetrieb, bis er das Anwesen verkaufte. Danach wurden im Vorderhaus eine Teestube und ein Restaurant betrieben, das mit Erinnerungsstücken an Andersen dekoriert war. Heute dient es als Ferienhaus. In Bremerhaven steht seit 1981 eine ihr zugeeignete gusseiserne Laterne. Am 23. März 2005 – ihrem 100. Geburtstag – wurde auf Langeoog ihr zu Ehren eine Bronzestatue der Goldschmiedin Eva Recker enthüllt.
Weil Andersens 1939er-Fassung von Lili Marleen die erste deutsche Schallplatte war, die im Verkauf die Millionengrenze überschritt, und weil die Künstlerin zudem – laut Komponistenmeinung – die beste Fassung von Ein Schiff wird kommen (Les enfants du Pirée / Never on Sunday) sang, wurde sie vom amerikanischen Nachrichtenmagazin Time in die „Liste der berühmtesten Persönlichkeiten des 20. Jahrhunderts“ aufgenommen. Damit darf Andersen wohl als einer der wenigen deutschen Weltstars bezeichnet werden.
Sie hat Songs aus der Dreigroschenoper (1958), plattdeutsche Volkslieder (1961) und internationale Folklorelieder (1965) aufgenommen. Ihr Pseudonym als Liedtexterin war Nicola Wilke, unter dem sie etliche bekannte Lieder übersetzte oder selbst verfasste (Spiel’ mir eine alte Melodie, Bésame mucho, La Seine, Destiny, Sunset Boulevard und viele andere). Nachdem Ende der 1940er Jahre einige ihrer Liedübersetzungen (so unter anderem von Bewitched / Verliebt, South of the Border / Mexikanische Serenade oder La vie en rose / Schau mich bitte nicht so an) von Ralph Siegel umgetextet und durch seinen Musikverlag verwertet worden waren, hat Andersen diese Lieder öffentlich nicht mehr gesungen.

## Diskografie
Singles
- 1939: Backboard ist links (Schiffsjungenlied) (getextet von Fred Endrikat)
- 1939: Der Junge an der Reling
- 1939: Lili Marleen (in über 48 [angeblich sogar 80] Sprachen übersetzt; Verkäufe: + 2.000.000[3])
- 1941: Es geht alles vorüber, es geht alles vorbei
- 1941: Unter der roten Laterne von St. Pauli
- 1949: Schäferlied (getextet von Peter Hacks)
- 1949: Die Fischer von Langeoog
- 1950: Das Meer (La Mer)
- 1951: Blaue Nacht, o blaue Nacht am Hafen (orig. Jealous Heart)
- 1951: Spiel’ mir eine alte Melodie (orig. Simple Melody)
- 1952: Grüß mir das Meer und den Wind (orig. Please, Mister Sun)
- 1953: Fernweh (später für Petula Clark ins Englische übersetzt als Helpless)
- 1953: Ich werd’ mich an den Jonny schon gewöhnen
- 1954: Kleine Nachtmusik (nach dem Thema von Mozart)
- 1954: Die Rosen, sie blüh'n nur im Mai
- 1954: Blaue Augen voller Tränen
- 1958: Jan von Norderney (Siegertitel des Ausscheids für ein Norderney-Lied)
- 1958: Dreigroschenopersongs
- 1958: Die Dame von der Elbchaussee
- 1958: Hein Mück
- 1960: Ein Schiff wird kommen (orig. Ta pedia tou Pirea / Never on Sunday; Verkäufe: + 800.000[3])
- 1959: Blue Hawaii
- 1961: Einmal sehen wir uns wieder (Deutscher Beitrag für den Grand Prix Eurovision de la Chanson)
- 1961: Wenn du heimkommst (später für Hank Locklin ins Englische übersetzt als Happy Journey)
- 1963: He, hast du Feuer, Seemann?
- 1963: Die kleine Bank im Alsterpark (Beitrag für Ein Lied für Hamburg des Hamburger Senats)
- 1964: In Hamburg sind die Nächte lang (für The King Sisters ins Englische übersetzt als In Hamburg When the Nights Are Long)
- 1964: Was ist ein Strand ohne Wind und Meer
- 1969: Der Rummelplatz am Hafen
- 1971: Geh’ nicht zurück aufs Meer (orig. Ruby, Don’t Take Your Love to Town)

## Filmografie
- 1942: G.P.U.
- 1952: Fritz und Friederike
- 1953: Rote Rosen, rote Lippen, roter Wein
- 1954: Sterne und Sternchen am Schlagerhimmel (Fernsehfilm)
- 1956: … wie einst Lili Marleen
- 1957: Gruß und Kuß vom Tegernsee
- 1959–1972: Aktuelle Schaubude (Unterhaltungsshow, 11 Folgen)
- 1961: Ein Berliner in Hamburg (Fernsehfilm)
- 1962: Hamburger Extrablätter (Fernsehsendung, eine Folge)
- 1962–1972: Haifischbar (Unterhaltungsshow, neun Folgen)
- 1966: Wer will’s noch mal – Ein musikalisches Kaleidoskop (Fernsehfilm)
- 1966: Von uns – für Sie! (Fernsehfilm)
- 1968: Einer fehlt beim Kurkonzert (Fernsehfilm)
- 1971: Der Pott (Fernsehfilm)
- 1971: Wochenspiegel (Fernsehsendung, eine Folge)

## Lale-Andersen-Preis
Die Sparkasse Bremerhaven stiftete 1999 den Lale-Andersen-Preis.

## Film
- Britta Lübke: Lale Andersen. Dokumentation der Künstlerbiografie, D, 2007, 45 Min.

## Werk
- Lale Andersen: Der Himmel hat viele Farben. Leben mit einem Lied, autobiografischer Roman. Deutsche Verlags-Anstalt, Stuttgart 1972, 1984, dtv, München 1981. ISBN 3-421-01625-9.